# Tsar
Tsar je debutové studiové album mezinárodní powermetalové hudební skupiny Almanac. Vydáno bylo 18. března 2016 vydavatelstvím Nuclear Blast. Jako producent se na něm podílel sám Victor Smolski, hlavní skladatel skupiny, a závěrečný mix provedl Sebastian Levermann ze skupiny Orden Ogan. Album je konceptuální; vypráví příběh o ruském caru Ivanu Hrozném.

## Seznam skladeb
Všechny skladby napsal(i) Almanac. 
| Pořadí         | Název                  | Délka |
| -------------- | ---------------------- | ----- |
| 1.             | Tsar                   | 7:48  |
| 2.             | Self-Blinded Eyes      | 6:00  |
| 3.             | Darkness               | 1:17  |
| 4.             | Hands Are Tied         | 5:48  |
| 5.             | Children of the Future | 5:19  |
| 6.             | No More Shadows        | 8:19  |
| 7.             | Nevermore              | 4:42  |
| 8.             | Reign of Madness       | 6:31  |
| 9.             | Flames of Fate         | 6:35  |
| Celková délka: | Celková délka:         | 52:19 |

## Obsazení
- David Readman – zpěv
- Andy B. Franck – zpěv
- Jeanette Marchewka – zpěv
- Victor Smolski – kytara
- Armin Alic – basová kytara
- Enric Garcia – klávesy
- Michael Kolar – bicí